# Gerhard III. (Geldern)

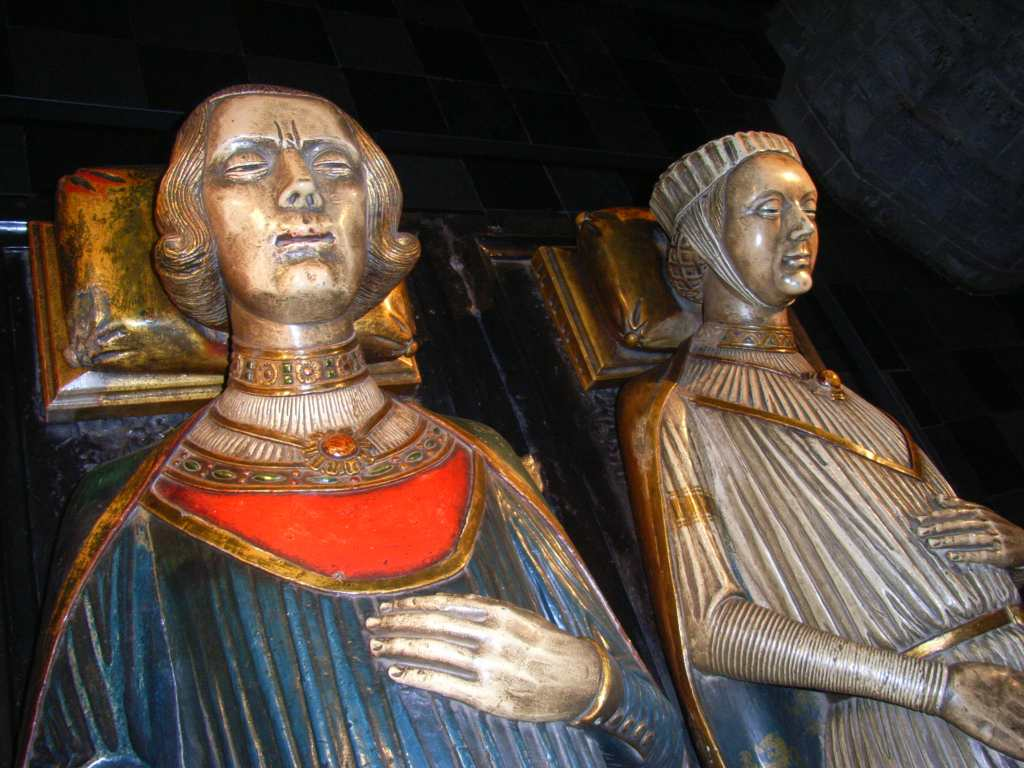
Liegende Grabplastiken Gerhard III. u. Margareta v. Brabant in Roermond

Gerhard III. von Geldern (* um 1185; † 22. Oktober 1229) war von 1207 bis zu seinem Tod Graf von Geldern.

## Leben
Gerhard IV. war ein Sohn des Grafen Otto I. von Geldern. 1206 heiratete er in Löwen Margareta von Brabant, eine Tochter des Herzogs Heinrich I. von Brabant und Schwägerin des Kaisers Otto IV. Sie hatten zusammen die Kinder Otto II. von Geldern (um 1215 bis 1271), Heinrich (später Bischof von Lüttich; † 23. April 1285), Margareta († vor 1251) und Richarda († 1293/98).
Gerhard III. konnte die geldrische Machtposition durch den Zugewinn mehrerer Rheinzölle und des Zolls im Bistum Utrecht sowie von Anteilen am bischöflichen Zehnten weiter stärken. Mit Holland, Brabant und den Erzbischöfen von Köln gab es Auseinandersetzungen. Im deutschen Thronstreit hielt Gerhard III. treu zu den Staufern.
Gerhard III. und Margareta liegen in der Münsterkirche zu Roermond begraben.